# 腓尼基
腓尼基（腓尼基語：𐤊𐤍𐤏𐤍‬；埃及語：fnḥw (fenkhu)）是古代地中海東岸偏北的一個地區，其範圍接近於如今的黎巴嫩和敘利亞。為了便於修築堡壘以及防禦，大部分的腓尼基城鎮都建在沿海地帶，而且是各自獨立的。腓尼基人是閃米特人的一支，善於航海與經商，在全盛期曾控制了西地中海的貿易，也在中東和北非建立了不少殖民點，成為今天地中海國家民族組成的一部分。他們的腓尼基字母是希伯來字母、希臘字母、拉丁字母等諸多文字的起源。

## 歷史

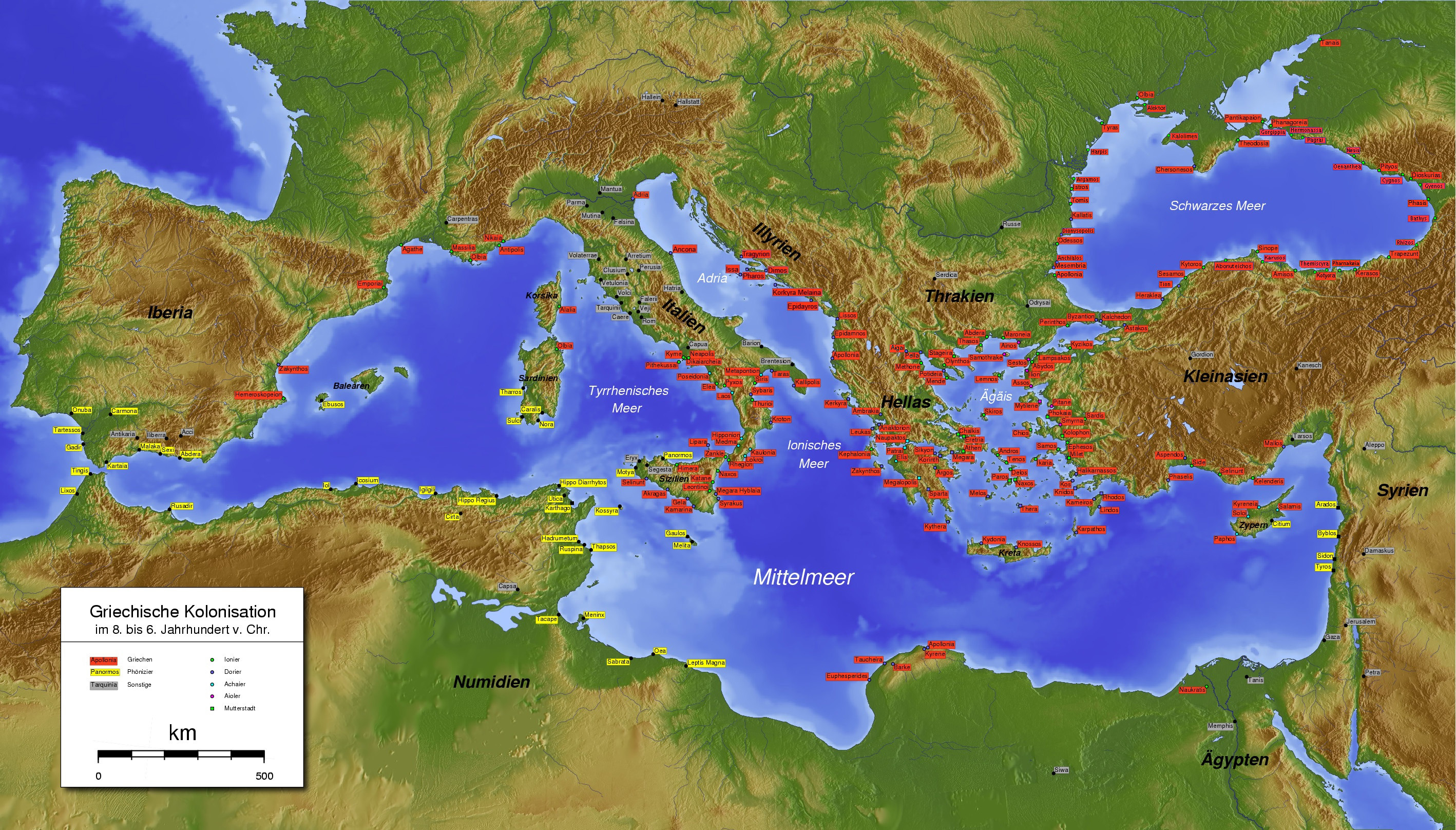
黃色為腓尼基城邦，紅色為希臘城邦，灰色為其它。

他們於公元前十四、五世紀時定居於地中海濱，建立了許多城邦。根據聖經記載，古腓尼基城市包括現今在以色列境內的阿什杜德、阿什凱隆和以革倫；在黎巴嫩境內的泰爾（推羅）和西頓。其中泰爾（推羅）和西頓二城曾先後為各城邦的盟主。但他們並不曾組織過近代式的國家，在政治上不過是埃及、亞述、巴比倫和波斯等周邊帝國的附庸而已。
在被亞歷山大大帝征服後，接續被塞琉古帝國、埃及托勒密王朝、亞美尼亞王國統治。
直至變為羅馬行省後，逐漸羅馬化並失去自治地位。
當穆斯林阿拉伯人成功入侵該地區後，開始了伊斯蘭化和阿拉伯化的進程並演變為現今的黎巴嫩。

## 工商業與航海貿易
腓尼基社會主要以商業、玻璃器皿製造業、紡織業以及金屬製造業為主，而其中最著名的、同時使他們獲利最多的，是從地中海海螺身上提取醬汁進而加工成一種紫色顏料。

腓尼基人的貿易航線

腓尼基人擅長航海和貿易。腓尼基所處的地理環境面朝大海，交通發達，而在東面的黎巴嫩山區盛產輕質木材，為造船業提供了便利條件。所以腓尼基人從事航海貿易有著得天獨厚的優勢。
環繞地中海，腓尼基人建立了往返於希臘、西西里島、撒丁島、巴利阿里群島、伊比利亞半島、加那利群島的航線，他們的定期船隻往來於北非、黎凡特、希臘和地中海各島嶼。為了貿易他們曾冒險進出直布羅陀海峽到加那利群島進行錫的採挖和買賣。甚至有證據表明他們的商船曾遠至不列顛群島，尤其是在前600年左右在古埃及新王國時期晚期的法老支持下的一支由四十艘船組成的艦隊首先從西奈半島的亞喀巴灣出發沿著紅海岸走，穿過曼德海峽進入亞丁灣；其次沿著今天的索馬里海岸線一直南下到達今南非南海岸；再次從南非和今納米比亞的非洲西海岸北上到幾內亞灣，最後沿著西非的海岸線轉入直布羅陀海峽進入地中海回到家鄉腓尼基。歷時三年，航程三萬公里並環繞非洲。
腓尼基人也是一群優秀的軍事家，他們為了爭奪地中海航線上的利益與當時活躍在地中海的其他勢力之間曾發生過多次戰事。
腓尼基人的工商業、航海貿易及軍事方面的成功，某程度上是建基於他們的技術發展。以造船技術而言，西班牙國家博物館的考古專家，在腓尼基人的一個海外殖民地迦太基的一處海灣發現了腓尼基沉船的木塊，從這些木船的殘骸，可以發現他們當時已經懂得用入榫的方法固定不同的木塊，這樣的結構，令到他們可以造出長八九米的船隻，而這些船也可以承載更重的貨物。

## 殖民地
由於腓尼基地狹人稠，他們便向其在航線上建立的貿易據點殖民。地中海的西海岸，特別是西班牙和北非都遍布他們的殖民地。這些殖民地中有一些在日後的歷史裡發展壯大，其中比較著名的就是後來與古羅馬發生過多次戰爭的迦太基。有意見以為，腓尼基人是部分突尼西亞人的祖先。

### 伊比利亞半島
腓尼基人一直試圖壟斷伊比利亞半島南部的金屬開採（錫、銅、銀）以及相應的貿易路線。從公元前十一世紀開始，腓尼基人就在伊比利亞半島上建立商業據點，其中較早且重要的舉措之一就是在直布羅陀海峽建立城市加地爾（腓尼基語：גדר，意為“被牆圍繞的城市”，今名加的斯（西班牙語：Cádiz））。
除此之外，腓尼基人也在地中海沿岸的馬拉加（Malaka，現在的西班牙馬拉加 Málaga）、塞西（Sexi，現今的西班牙阿爾穆涅卡）和阿德拉（Abdera，現在的西班牙阿爾梅里亞）建立了商業據點。
在腓尼基人殖民時期，安達盧西亞地區不僅有礦產、金屬等商業活動，也盛行陶器、紫色布、編織品、酒、油、玻璃等手工業產品的貿易，也不乏魚、醃製品以及奴隸貿易。
儘管腓尼基人與半島當地的塞爾特伊比利亞人之間並無巨大的衝突，然而腓尼基人的勢力仍無法滲透入半島內部。腓尼基人只是藉由商業活動，向半島南部的居民傳播文化，教導當地人使用錢幣、使用字母、金屬製造技術以及編織技術，其影響力也反映在了伊比利亞人的宗教信仰上。

## 腓尼基字母
腓尼基人最初使用蘇美爾人創制的楔形文字。後來為了提高效率，在公元前1000年左右他們以原始迦南字母為基礎，合併埃及的部分聖書體（一種象形的表音文字）和簡化後的楔形文字設計出了22個腓尼基字母。腓尼基字母犧牲了前人文字的華麗外形來換取更高的書寫效率。

## 文化交流
腓尼基人對外營商發達，與其他民族通婚，因此他們失去了他們的文化特色，漸漸受異族同化了。雖然如此，腓尼基人在新約時代仍是一群強大的民族。

### 埃及
他們深受埃及文化的影響，奉的是多神教。所以他們學會了製作木乃伊的技巧，並把死者遺體製成為木乃伊後放入人形的棺槨內；也朝拜埃及的神祇。

### 希臘
腓尼基也是希臘文明的来源之一。希臘人從他們的商船上得到了許多東方的製造品，學到了許多工藝美術。但其中最重要的乃是腓尼基人的字母。希臘人喪失了公元前十二世紀的字母，在黑暗时代後，希臘人才再學會了那些腓尼基字母之後，又加上了幾個母音，完成了字母的作用，成為後來歐洲各類字母之祖。腓尼基的商船上又載有埃及等處運來的筆墨紙等文具，在這個情形之下，希臘的文學也就漸漸地萌芽起來了。

## 名考
近代的語言學家確認“phoinix”這個詞源自印歐語系，意為“紫色/紫紅色”。希臘人應是將住在腓尼基地區“擁有面部黝黑膚色”的居民與紫色聯想在一起（“Phoínik”是指腓尼基人著名的工業，可能與紫紅色染布工業有關，而復數“phoínikes”指的是腓尼基人）。即便如此，“腓尼基”這個詞的來源依然存在混淆，在其他的語言裡有著不同的含義。

## 引用
1. ↑  María Eugenia Aubet. . Cambridge University Press. 6 September 2001: 18, 44. ISBN 978-0-521-79543-2.
2. ↑  .   [2017-02-10]. （原始内容存档于2021-05-03）.
3. ↑  . The Encyclopedia of World History, Sixth edition. Houghton Mifflin Company: 1. 2001  [2008-12-11]. （原始内容存档于2008-09-06）.
4. ↑  Briquel-Chatonnet, Françoise; Gubel, Éric. . Collection « Découvertes Gallimard » (nº 358). Paris: Éditions Gallimard. 1998-09-24: p. 18. ISBN 978-2-07-053456-2 （法语）.